# Garde de gaucher

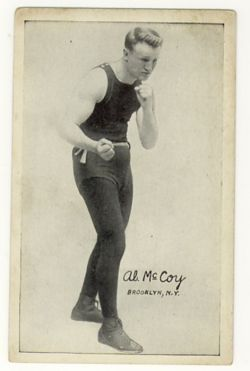
Al McCoy, champion du monde de boxe anglaise dans les années 1910, en garde de gaucher, avec la main droite et le pied droit à l'avant.

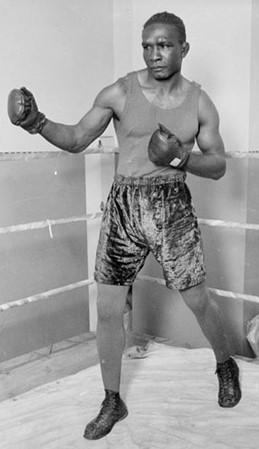
Tiger Flowers, champion du monde de boxe anglaise dans les années 1920, en garde de gaucher, avec la main droite et le pied droit à l'avant.

Une garde de gaucher, également appelée garde gaucher, garde gauchère, fausse garde ou « fausse patte », est un terme de sports de combat qui désigne la garde naturelle d'un gaucher, inversée par rapport à celle d'un droitier (dont la position s'appelle orthodoxe (en)). Dans cette position, le combattant place son bras droit et sa jambe droite devant, contrôlant la distance avec son adversaire avec sa main droite et gardant sa main forte en arrière, en particulier dans les sports de percussion (comme les boxes ou le MMA), pour bénéficier d'un élan augmentant la puissance de la frappe et permettant de rechercher la mise hors-combat de l'adversaire. La proportion de combattants professionnels utilisant une garde de gaucher est beaucoup plus élevée que le nombre de gauchers dans la population générale.

## Statistiques
Tout comme dans d'autres sports individuels interactifs, dans les sports de combat, et notamment ceux avec des armes d'estoc, le pourcentage de gauchers (et donc de combattants utilisant une garde de gaucher) est souvent très nettement supérieur au nombre de gauchers dans la population générale (qui se situe autour de 10%) : par exemple, parmi les champions du monde d'escrime, jusqu'à 60% sont gauchers.
Ainsi, une analyse des combats de 1 468 artistes martiaux mixtes a montré que la proportion de combattants utilisant une garde de gaucher était plus importante que celle des gauchers dans la population générale, qu'il n'y avait aucune relation statistiquement significative entre la latéralité et le pourcentage de victoires, mais que les combattants utilisant une garde de gaucher avaient réalisé un plus grand nombre de combats que ceux en garde orthodoxe. De même, une étude statistique sur les résultats des combats de boxe anglaise de 340 boxeurs professionnels de haut niveau a constaté que la position de boxe n'avait pas d'effet sur le pourcentage de victoires, mais que, quelle que soit la garde utilisée, les victoires étaient plus fréquentes contre les boxeurs utilisant une garde orthodoxe que contre ceux utilisant une garde de gaucher.
La principale hypothèse pour expliquer ces différences est la difficulté de trouver des solutions optimales contre des adversaires utilisant des postures rarement rencontrées. Les analyses récentes de l'effet de l'exposition relativement plus faible à des adversaires gauchers dans les sports de combat (les études portent principalement sur le judo, les arts martiaux mixtes et la boxe) indiquent que cela avantage les gauchers, bien qu'elles suggèrent que l'avantage qui en résulte est faible, que d'autres explications doivent encore être envisagées et que ces résultats concordent avec ceux sur d'autres sports individuels qui ont suggéré que, bien que le fait d'être gaucher procure un avantage, le professionnalisme et l'entraînement modernes limitent cet avantage.
Une autre hypothèse, d'un point de vue neurobiologique, l'explique par une coordination plus rapide entre l'œil directeur (le plus souvent le droit) et la main des gauchers : en effet, dans le cas d’une latéralité non croisée (œil droit et main droite, ce qui est le cas le plus fréquent), il faut que l’hémisphère droit du cerveau (qui reçoit les informations de l'œil droit) communique avec l’hémisphère gauche (qui envoie les ordres à la main droite), et ce transfert d’informations entre les deux hémisphères peut coûter de 10 à 30 millisecondes, suffisantes pour pouvoir permettre aux gauchers, qui bénéficient le plus souvent d'une latéralité croisée (œil droit et main gauche), de prendre un avantage sur leurs adversaires.

## Stratégie
En général, on enseigne aux combattants gauchers à utiliser une position de gaucher. Cela peut leur donner un avantage stratégique à cause des difficultés tactiques et cognitives que rencontrent leurs adversaires face à un boxeur qui bouge en effet miroir, c'est-à-dire à l'inverse de la norme. Cependant, on apprend à certains combattants gauchers à utiliser une position orthodoxe, soit à cause d'une croyance répandue selon laquelle apprendre à se battre dans une position atypique serait un inconvénient pour l'apprentissage des techniques, soit pour pouvoir augmenter son avantage en alternant les deux gardes.
Ainsi, un boxeur gaucher entraîné à la garde orthodoxe peut utiliser un jab du gauche suivi par un direct du droit, avec l'intention de pousser son adversaire à se décaler sur son côté droit. Alors, il peut simplement tourner son corps vers la droite pour faire face à son opposant, reprenant ainsi sa véritable garde, et enchaîner avec un coup de poing direct du bras arrière gauche.
De même, un droitier avec une bonne coordination peut s'entraîner à changer sa position en fausse garde pour tirer avantage du fait que la plupart des combattants manquent d'expérience face aux gauchers, d'autant plus efficace s'il possède une gauche puissante.